# Oziero (Baszkortostan)
Oziero (ros. Озеро) – wieś (sieło) w Rosji, w Baszkortostanie, w rejonie duwańskim. W 2010 liczyła 629 mieszkańców.